# キング・オブ・マンハッタン 危険な賭け
『キング・オブ・マンハッタン 危険な賭け』（ - きけんなかけ、Arbitrage）は、2012年にアメリカ合衆国で公開されたサスペンス映画。ニコラス・ジャレッキー監督の長編劇初監督作品。
原題の「Arbitrage」とは、「裁定取引」を指す英語。

## ストーリー
ニューヨークの大物ヘッジファンドであるロバート・ミラーは、一代で莫大な富と名声を築き、家族にも恵まれ幸せな毎日を過ごしているかのように思われた。しかし、その裏ではロシアの銅山への投資に失敗し大損失を出してしまい、多額の負債を返済するためにスタンダード銀行に自社を売却する準備を進めていた。だが、その会合で銀行の代表メイフィールドは姿を見せず、友人への借金返済に困っているロバートは焦りを募らすのだった。
ロバートにはもう1つ秘密があった。それは愛人であるジュリーの存在だった。日々のストレスから眠れない夜を過ごすロバートは、深夜に彼女を誘って別荘に車を走らせる。だがその道中、彼の居眠り運転が原因で車はガードレールに接触。車は大きく横転し、助手席にいたジュリーは死亡。ロバートも大怪我を負ってしまう。しかも彼が離れた隙に車は爆発、炎上してしまうのだった。ロバートは車がジュリーのものだったことを良いことに、彼女が1人で事故を起こしたように見せかけようと、ロバートに恩がある黒人青年ジミーを呼び出しその場から立ち去る。
この事故を捜査することになった刑事ブライヤーは、現場に残されていた不可解な証拠や、付近の公衆電話近くで車に乗る男の姿を目撃したという情報から、ジュリーの隣には車を運転していた別の男性がおり、それがジュリーと不倫関係にあったロバートであるとの結論を導き出す。そして彼は捜査線上に浮かんだジミーの身柄を拘束し、事故が起こった夜についての尋問を始め、ジミーの線からロバートを追いつめようとする。一方ロバートは、会社の幹部であり実の娘であるブルックに負債の隠蔽工作が発覚してしまう。こうしてロバートは徐々に破滅へと向かって進んでいく。
ロバートはメイフィールドと直接対決し、好条件での売却を何とか決める。一方、大物であるロバートを何としても逮捕したいブライヤー刑事は、事件当夜にジミーが車を運転していたことを示す証拠写真を捏造していたのだが、ロバートによってその事実が暴かれたことから、判事はジミーに対する取り調べ自体を禁じ、結果としてロバートに警察の手が及ぶことはなくなる。
全てが丸く収まったかのように見えたが、一連の出来事で、ロバートは妻エレンだけでなく、ブルックからも完全に信用を失う。それでもミラー家は、公の場では「慈善家の名士」として振る舞う。

## キャスト
※括弧内は日本語吹き替え
- ロバート・ミラー - リチャード・ギア（森田順平）
- エレン・ミラー - スーザン・サランドン（唐沢潤）
- マイケル・ブライヤー刑事 - ティム・ロス（木下浩之）
- ブルック・ミラー - ブリット・マーリング（坂井恭子）
- ジュリー・コテ - レティシア・カスタ（若林直美）
- ジミー・グラント - ネイト・パーカー（岡本未来）
- シド・フェルダー - スチュアート・マーゴリン（英語版）（寺田明正）
- ギャヴィン・ブライアー - クリス・アイグマン（英語版）（マンモス西尾）
- ジェフリー・グリーンバーグ - ラリー・パイン（板取政明）
- ジェームズ・メイフィールド - グレイドン・カーター（英語版）（板取政明）
- クリス・フォーグラー - ブルース・アルトマン（英語版）（板取政明）

## 公開
ライオンズゲートとロードサイド・アトラクションズは、この映画の米国での権利を取得するために210万ドルを支払い、映画の劇場公開と配信のプロモーションに約300万ドルを費やしました。本作は、米国の興行収入で790万ドル、米国の配信で1400万ドルを稼ぎました。本作は、世界の興行収入で35,485,056ドル以上を記録しました。
本作は、いくつかの分野でも興行成績が優れていた。公開日と配信日が同時の映画としては史上最高の興行成績を収めた。また、米国では公開時の平均興行成績が10,000ドルを超え、その年の映画の中では平均興行成績が最も高かった作品の1つとなった。イスラエルでは2週間連続でトップの座を獲得し、スペインでも2週間連続で第3位となり、スペインの劇場興行成績は500万ドルに迫った。オーストラリア、アラブ首長国連邦、スイスなど、他の多くの国でも独立系映画の興行成績記録を更新した。

## 評価
Rotten Tomatoes では、173人の批評家のうち87%が本作に好意的なレビューを与え、平均評価は7.10/10でした。このウェブサイトの批評家の総意は、「本作は緊張感のあるスリラーであると同時に鋭い人物描写でもあり、リチャード・ギアのいつもの自信に満ちた演技の力によってさらに高められている」 。
Metacriticでは、本作は35人の批評家による平均スコア100点満点中73点であり、「概ね好意的なレビュー」を示しています
。

### 受賞とノミネート
| 賞                     | 部門                    | 候補者                 | 結果       |
| ---------------------- | ----------------------- | ---------------------- | ---------- |
| ゴールデングローブ賞   | 主演男優賞 (ドラマ部門) | リチャード・ギア       | ノミネート |
| シカゴ映画批評家協会賞 | 有望映画作者賞          | ニコラス・ジャレッキー | ノミネート |